# Gare de Porta
La gare de Porta est une gare ferroviaire française, fermée, de la ligne de Portet-Saint-Simon à Puigcerda (frontière), située sur le territoire de la commune de Porta, dans le département des Pyrénées-Orientales, en région administrative Occitanie.
Elle est mise en service en 1929 par la Compagnie des chemins de fer du Midi et du Canal latéral à la Garonne (Midi).

## Situation ferroviaire
Établie à 1 503 mètres d'altitude, la gare de Porta est située au point kilométrique (PK) 152,337 de la ligne de Portet-Saint-Simon à Puigcerda (frontière), entre les gares ouvertes de Porté-Puymorens et de Latour-de-Carol - Enveitg.
Certains trains s'arrêtent dans cette gare car elle sert de croisement à certaines heures.[réf. nécessaire]

## Histoire
La gare de Porta est mise en service le 22 juillet 1929 par la Compagnie des chemins de fer du Midi et du Canal latéral à la Garonne lorsqu'elle ouvre la section d'Ax-les-Thermes à Lartour-de-Carol.  

## Patrimoine ferroviaire
Le bâtiment voyageurs de la gare ainsi que le deuxième plus récent sont toujours présents en septembre 2016,. Le bâtiment de 1929 a été reconverti en restaurant sous le nom de « Burton's gare ». Les deux voies et deux quais de la gare sont toujours présents,. 